# Nouvelle objectivité
 (juin 2023).
La nouvelle objectivité (en allemand : Neue Sachlichkeit) est un mouvement artistique, actif entre 1918 et 1933. Il se développe en Allemagne dans les années 1920 et succède à l'expressionnisme, dont il découle par bien des aspects. La nouvelle objectivité embrasse toutes les disciplines.

## Histoire du mouvement

### Contexte historique
La nouvelle objectivité se développe dans plusieurs grandes villes allemandes. La situation du pays est alors catastrophique : l'Allemagne a perdu la Première Guerre mondiale. Elle doit payer de lourdes réparations. Elle compte plus de deux millions de soldats tués ou disparus. Sur le plan politique, la république de Weimar est née dans un contexte révolutionnaire. Lors des premières années, elle doit lutter contre des révoltes de gauche et de droite (1919-1923). La monnaie allemande s'effondre, provoquant l'hyperinflation de 1923. Dans les rues, le désordre est provoqué par des bagarres, opposant communistes et nazis.

### Contexte artistique
Le début du XXe siècle est marqué par l'épanouissement de l'art moderne : les artistes rejettent les traditions passées et ont tendance à s'éloigner de la narration et de la figuration pour aller vers l'abstraction.
La république de Weimar (1918-1933) est une période d'essor artistique en Allemagne. Cet essor est interrompu par l'arrivée au pouvoir d'Adolf Hitler et des nazis en 1933. Entre 1918 et 1923, en peinture, l'expressionnisme domine ; il est ensuite relayé, à partir de 1923, par le courant de la Nouvelle Objectivité. L'expressionnisme produit encore quelques chefs-d'œuvre, comme le Metropolis de Fritz Lang, en 1927. En architecture, le Bauhaus, institut des arts et des métiers, fondé en 1919, s'oriente vers des projets d'architecture fonctionnelle.

### Genèse de la Nouvelle Objectivité
Dans ce contexte, la Nouvelle Objectivité réunit alors beaucoup de grands artistes et intellectuels qui, provenant souvent du mouvement dadaïste, ont fortement pris conscience de leur responsabilité politique et de leur « devoir contestataire ».
Cette appellation a été inventée en 1925, à l'occasion d'une exposition très médiatisée et qualifiée de post-expressionniste, qui s'est tenue à la Kunsthalle de Mannheim. Les principaux artistes exposants sont Max Beckmann, Otto Dix, George Grosz , Alexandre Kanoldt, Georg Schrimpf et Niklaus Stoecklin.
La Nouvelle Objectivité n'a ni programme ni manifeste, contrairement au surréalisme qui se développe à la même époque en France. Elle se divise toutefois en deux branches bien distinctes qui, chacune à sa manière, affichent une même volonté, après certains débordements expressionnistes, de revenir au réel et au quotidien. Le clivage s'inscrit d'abord sur le plan politique : la branche dite « de droite », raccordée à Karlsruhe et Munich, retourne ainsi à un classicisme harmonieux et intemporel alors que, la branche de gauche, centrée sur « Berlin la rouge », s'engage radicalement dans une vision froide et cynique de la société. Vers 1930, le mouvement dépasse les frontières de l'Allemagne.
Cependant, outre ce clivage politique, trois courants formels se distinguent. Ils peuvent être qualifiés de :
- vériste : ancré dans le politique et le social, donnant des représentations entre cynisme et cruauté ;
- classique : le peintre Giorgio De Chirico, rattaché au surréalisme, en est quasiment l'archétype ;
- magico-réaliste : introduit par Franz Roh, ce troisième courant interne constitue parfois un pont avec le surréalisme (veine fantastique, sciences parallèles, irrationnel, etc.).

D'un point de vue global, la Nouvelle Objectivité se caractérise par une volonté de représenter le réel sans fard. « Entre jugement et constat », elle tend  un miroir froid à la société malsaine et corrompue de l'après-guerre. L'art lui sert d'arme. Formellement, le mouvement se caractérise par l'emploi d'un dessin précis plus que par l'utilisation de couleurs, contrairement à l'expressionnisme.
En photographie, ce mouvement s'est caractérisé par sa forte dimension sociale et son refus du pictorialisme.
En peinture, les mêmes préoccupations sociales aboutissent à des œuvres parfois aux limites de la caricature.
En sculpture, le mouvement est essentiellement caractérisé par son rejet du symbolisme et de l'expressionnisme ;  les statues sont réalisées dans une esthétique sobre, neutre et statique rappelant la sculpture grecque archaïque, et représentent des personnages ordinaires et anonymes. Dans le même temps, le mouvement est fortement concurrencé par le dadaïsme, le cubisme, l'abstraction et le constructivisme. Mais, alors que tous ces mouvements modernes venus de l'étranger sont stigmatisés par les nazis et seront décapités en 1933, le néoclassicisme de la Nouvelle objectivité est globalement accepté et va conduire à l'art officiel du Troisième Reich. Assez peu d'artistes ont œuvré dans la sculpture néo-objective : de l'avis de John Willett à propos de la sculpture allemande, « cet aspect de l'art semble avoir été négligé par les membres de la Neue Sachlichkeit ». Quant à Walter Laqueur, il juge simplement que les effets de la « Neue Sachlichkeit » en sculpture ont été « limités et brefs ».
D'autres domaines comme le cinéma, la littérature, la musique, le graphisme et l'art décoratif s’entrouvrent à la Nouvelle Objectivité.
Liés à la république de Weimar, les artistes de la Nouvelle Objectivité sont nombreux à être pointés du doigt comme « artistes dégénérés » par le régime nazi. C'est d'ailleurs pourquoi le mouvement s'éteint en 1933, avec l'arrivée d'Hitler au pouvoir. De nombreux artistes choisissent alors l'exil.
Le musée Correr de Venise consacre une grande exposition à la Nouvelle Objectivité (1er mai - 30 août 2015), reprise au LACMA, Los Angeles, du 4 octobre 2015 au 17 janvier 2016.
En France, les premières expositions consacrées à ce courant se sont tenues à Saint-Étienne et à Chambéry en 1974. Il y eut ensuite l'exposition "Paris-Berlin 1900-1933" de 1978 (M.N.A.M. Paris) dans laquelle la Nouvelle Objectivité fut très présente.

## Artistes de la nouvelle objectivité
- Albert Aereboe (1889-1970)
- Alo Altripp (1906-1991)
- Robert Angerhofer (1895-1987)
- Christian Arnold (de) (1899-1960)
- Otto Arpke (1886-1943)
- Aimé Barraud (1902-1954)
- François Barraud (1899-1934)
- Carl Josef Barth (1896-1976)
- Max Beckmann (1884-1950)
- Adalberto Benítez (1893-1975)
- Albert Birkle (1900-1986)
- Julius Bissier (1893-1965)
- Karl Blossfeldt (1865-1932)
- Herbert Böttger (de) (1898-1954)
- Jakob Bräckle (de) (1897-1987)
- Leo Breuer (1893-1975)
- Max Brüning (de) (1887-1968)
- Heinrich Maria Davringhausen (1894-1970)
- Kate Diehn-Bitt (1900-1978)
- Adolf Dietrich (1877-1957)
- Erna Dinklage (de) (1895-1991)
- Rudolf Dischinger (de) (1904-1988)
- Otto Dix (1891-1969)
- Dodo (peintre) (de) (1907-1998)
- August Wilhelm Dressler (de) (1886-1970)
- Ģederts Eliass (1887-1975)
- Adolf Erbslöh (1881-1947)
- Conrad Felixmüller (1897-1977)
- Ernst Fritsch (de) (1892-1965)
- Barthel Gilles (de) (1891-1977)
- Hein Gorny (de) (1904-1967)
- Otto Griebel (1895-1972)
- Carl Grossberg (1894-1940)
- Curt Großpietsch (de) (1893-1980)
- George Grosz (1893-1959)
- Eduard Gubler (de) (1891-1971)
- Karl Günther (1885-1951)
- Elsa Haensgen-Dingkuhn (de) (1898-1991)
- Karl Hauenherm (1895-1963, musicien ?)
- Rudolf Heinisch (de) (1896-1956)
- Wilhelm Heise (de) (1892-1965)
- Erich Hermès (1881-1971)
- Christian Hess (de) (1895-1940)
- Paul Hindemith (1895-1963)
- Gussy Hippold-Ahnert (1910-2003)
- Heinrich Hoerle (1895-1936)
- Karl Hubbuch (de) (1891-1971)
- Karl Otto Hy (de) (1904-1992)
- Hella Jacobs (1905-1974)
- Grethe Jürgens (1902-1940)
- Paul Kälberer (de) (1896-1974)
- Alexander Kanoldt (1881-1939)
- Arthur Kaufmann (1888-1971)
- Dick Ket (1902-1940)
- Bernhard Klein (1888-1967)
- Franz Klemmer (de) (1879-1964)
- Hans Kraft (de) (1895-1978)
- Heinrich Kralik von Meyrswalden (de) (1897-1958)
- Bernhard Kretzschmar (de) (1889-1972)
- Lotte Laserstein (1898-1993)
- Konrad Adolf Lattner (de) (1896-1973)
- Franz Lenk (de) (1898-1968)
- Franz Lerch (de) (1895-1977)
- Elfriede Lohse-Wächtler (1899-1940)
- Léo Maillet (de) (1902-1990)
- Jeanne Mammen (1890-1976)
- Josef Mangold
- Werner Mantz (1901-1983)
- Carlo Mense (1886-1965)
- Hans Mertens (de)
- Erwin Müller (de) (1893-1978)
- Hanna Nagel
- Otto Nagel (1894-1967)
- Valentin Nagel (de)
- Kay Heinrich Nebel (de)
- Oskar Nerlinger (1893-1969)
- Otto Nückel (1888-1955)
- Felix Nussbaum (1904-1944)
- Georgia O'Keeffe (1887-1986) (américaine ?)
- Gerta Overbeck (1897-1977)
- Sergius Pauser (de) (1896-1970)
- Curt Querner (1904-1976)
- Franz Radziwill (1895-1983)
- Anton Räderscheidt (1892-1970)
- Anita Rée (1885-1933)
- Albert Renger-Patzsch (1897-1966)
- Siegfried Rischar (de) (1924-2009)
- Ludwig Egidius Ronig
- Karl Rössing (de) (1897-1987)
- Wilhelm Rudolph (1889-1982)
- August Sander (1876-1964)
- Christian Schad (1894-1982)
- Otto Rudolf Schatz (1900-1961)
- Harald Schaub (de) (1917-1991)
- Rudolf Schlichter (1890-1955)
- Wilhelm Schmid (de) (1892-1971)
- Wilhelm Schnarrenberger (de) (1892-1966)
- Georg Scholz (1890-1945)
- Werner Schramm (1898-1970)
- Liselotte Schramm-Heckmann (1904-1995)
- Georg Schrimpf (1889-1938)
- Walter Schulz-Matan (de) (1889-1965)
- Franz Sedlacek (1891-1945)
- Frank Wilhelm Seiwert (1894-1933)
- Franz Sikora (de) (1895-1980)
- Herbert Spangenberg (de) (1907-1984)
- Niklaus Stoecklin (1896-1982)
- Hermann Tiebert (de) (1895-1978)
- Ernst Toch (1887-1964, musicien ?)
- Ernst Thoms (1896-1983)
- Max Unold (de) (1885-1964)
- Eberhard Viegener (1890-1967)
- Karl Völker (1889-1962)
- Rudolf Wacker (de) (1893-1939)
- Otto Weber (1832-1888) (?)[12]
- Josef Wedewer (de) (1896-1979)
- Erich Wegner (de) (1899-1980)
- Kurt Weill (1900-1950) (musicien)
- Kurt Weinhold (de) (1896-1965)
- Ludwig Weninger (de) (1904-1945)
- Paul Westerfrölke (1886-1975)
- Paul Wolff (1887-1951)
- Gert H. Wollheim (1894- New York 1974)
- Grant Wood (1891-1942) (américain, après son voyage en Allemagne en 1928)
- Gustav Wunderwald (de) (1882-1945)
- René Zuber (1902-1979) (français ?)

## La nouvelle objectivité au cinéma
Torrebenn recense dix films pouvant être rattachés à la Nouvelle Objectivité :
- Grisou (1923) de Karl Grune
- La Rue sans joie (1925) de Georg Wilhelm Pabst
- Les Déshérités de la vie (1925, Die Verrufenen) de Gerhard Lamprecht
- 117 bis Grande Rue (1926) de Gerhard Lamprecht
- Les Hommes le dimanche (1930) de Robert Siodmak
- Loulou (1929) de Georg Wilhelm Pabst
- La Tragédie de la mine (1931) de Georg Wilhelm Pabst
- Ventres glacés (1932) de Slatan Dudow (drame)
- La Zone de la mort (1931, Niemandsland) de Victor Trivas et George Shdanoff
- Die Abenteuer eines Zehnmarkscheines de Berthold Viertel

## Expositions
- 1925 : Neue Sachlichkeit. Deutsche Malerei seit dem Expressionismus, Kunsthalle, Mannheim
- 1929 : Tentoonstelling van de Onafhankelyken, Stedelijk Museum, Amsterdam
- 2018 : Neu. Sachlich. Schweiz. Malerei der Neuen Sachlichkeit in der Schweiz, Museum Oscar Reinhart, Winterthour[réf. nécessaire]
- 2018 : Nouvelle Objectivité en Suisse, Musée des beaux-arts, La Chaux-de-Fonds
- 2022 : Allemagne 1920 la nouvelle objectivité, centre Pompidou, Paris
- 2024 : Die Neue Sachlichkeit – Ein Jahrhundertjubiläum, Kunsthalle, Mannheim
- 2024 : Sachlich neu, Reiss-Engelhorn-Museen, Mannheim

## En France
De nombreux artistes furent influencés par la Nouvelle Objectivité dont Balthus, Salvador Dalí (dès 1924)[pas clair], Auguste Herbin, Lisa Krugell et Quentin Spohn..

## En Suisse
Des artistes tels que Arthur Riedel, Niklaus Stoeklin, Johannes Robert Schürch, en Suisse-allemande et les frères François Barraud, Charles Barraud, Aurèle Barraud et Aimé Barraud ou Charles Humbert et Erich Hermès en Suisse romande ont pris part à ce mouvement.

## Galerie

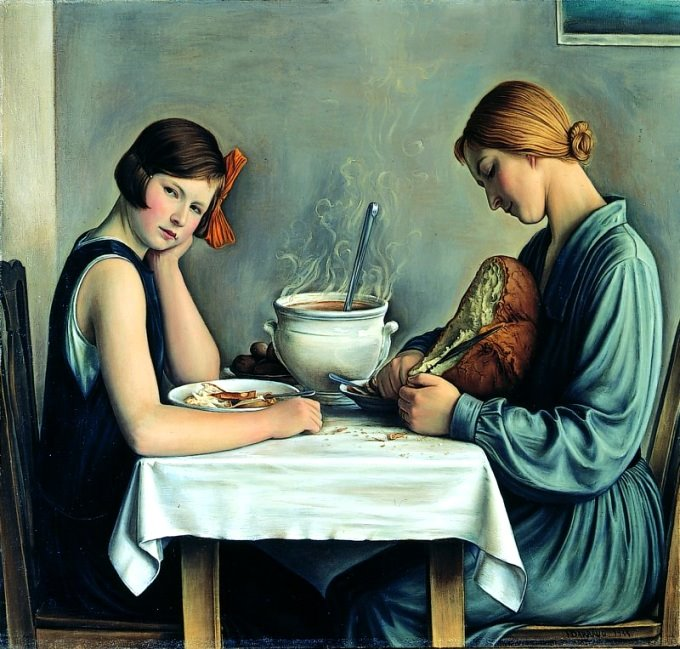
François Barraud
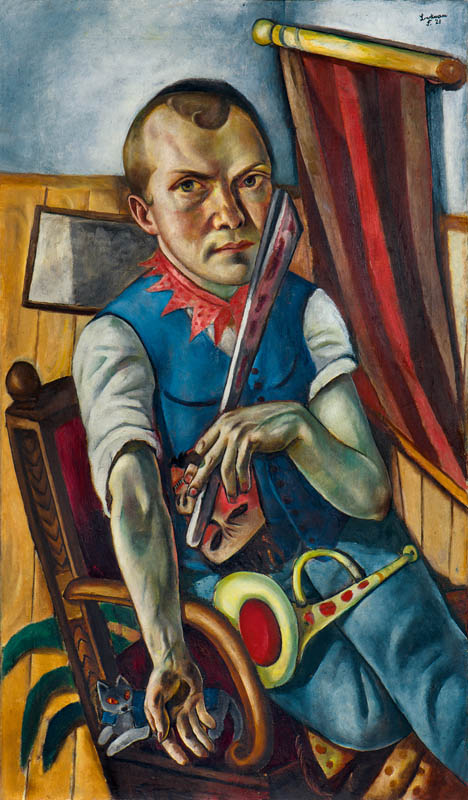
Max Beckmann
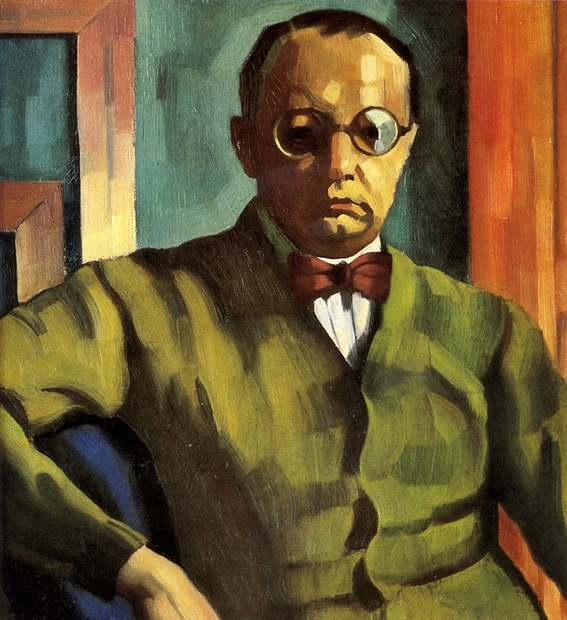
Adolf Erbslöh
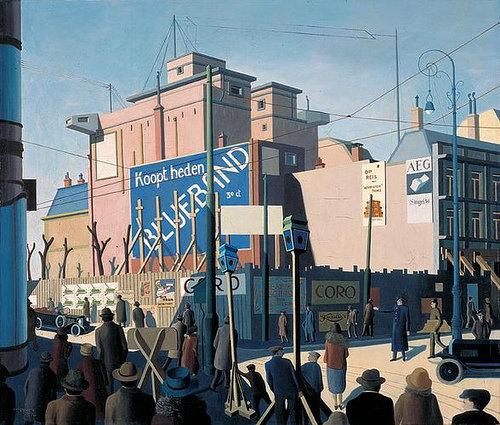
Carl Grossberg
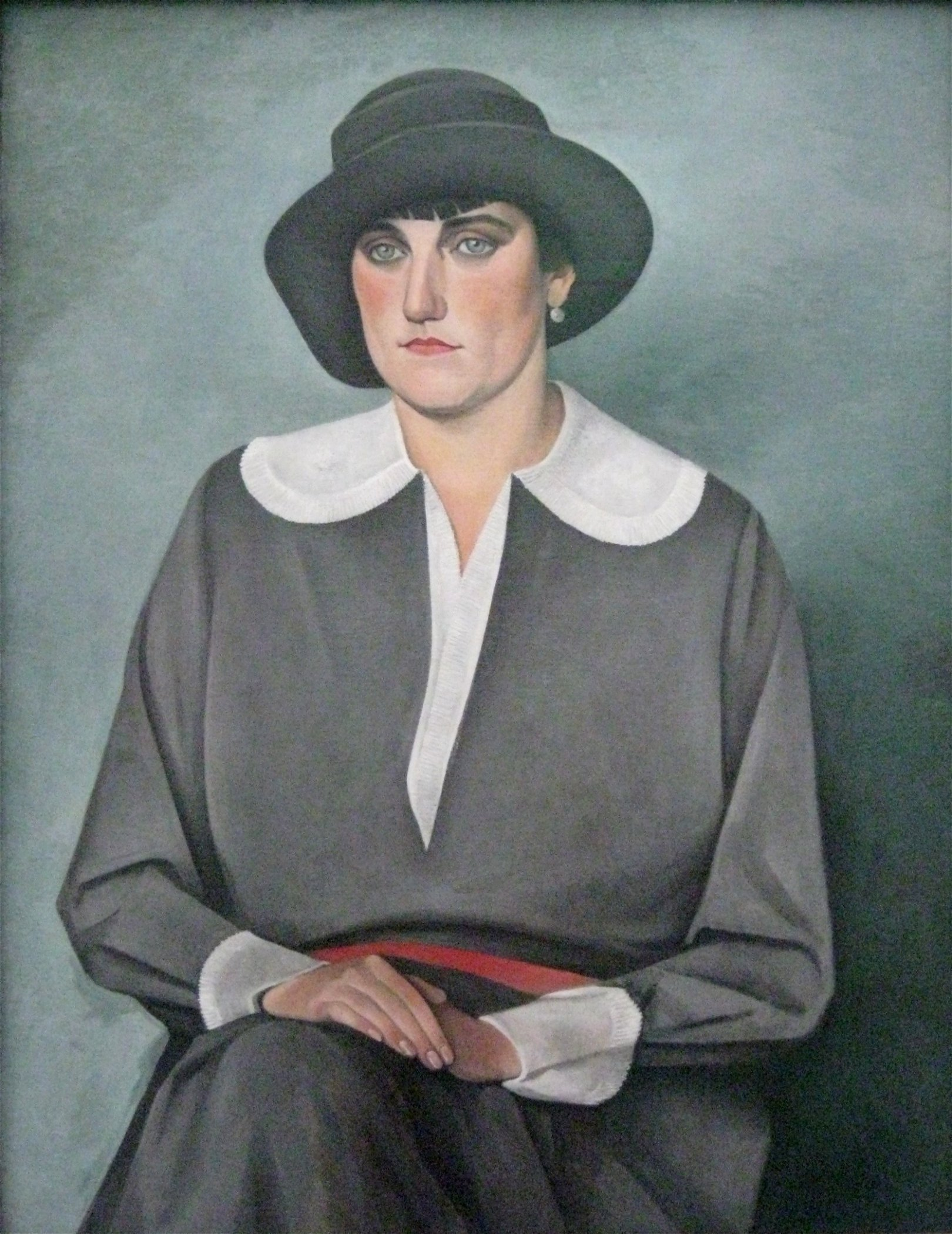
Alexander Kanoldt
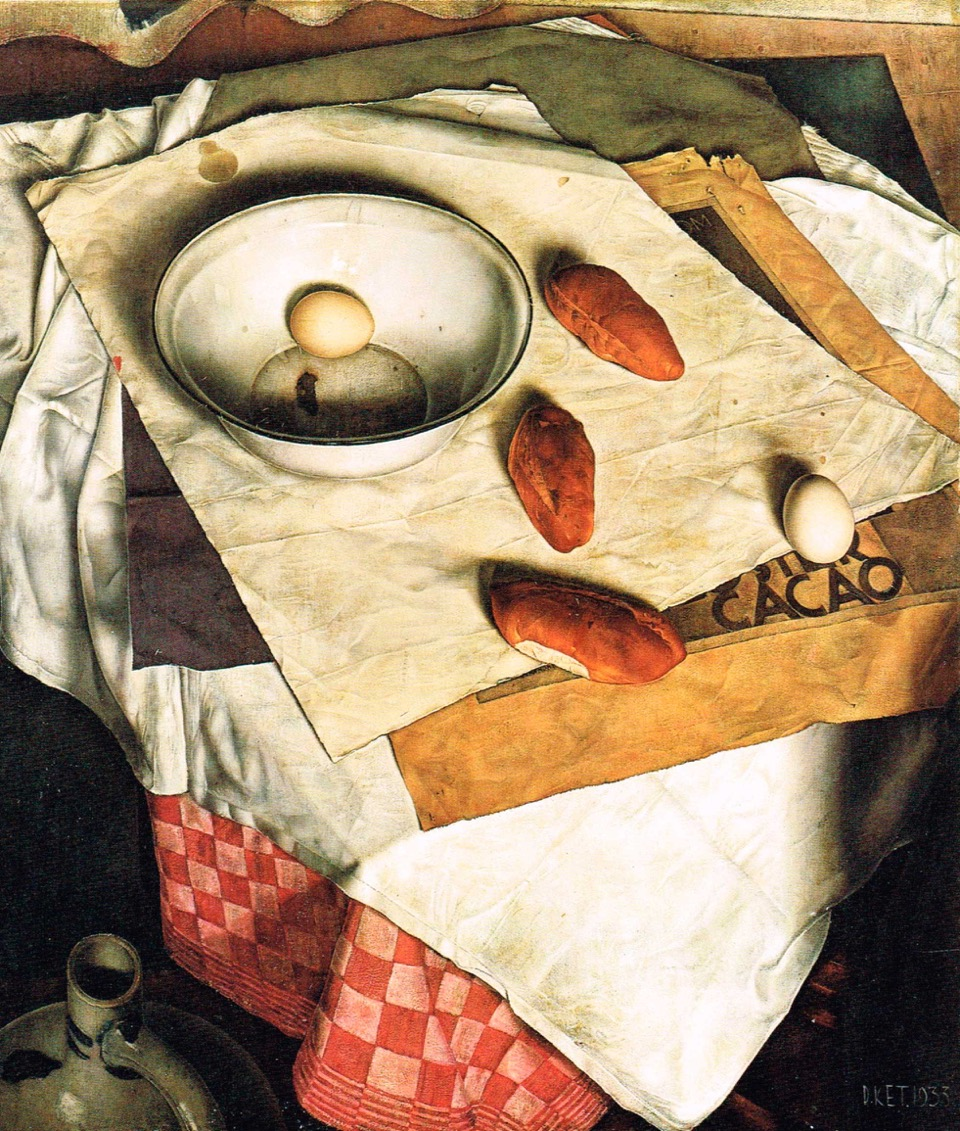
Dick Ket
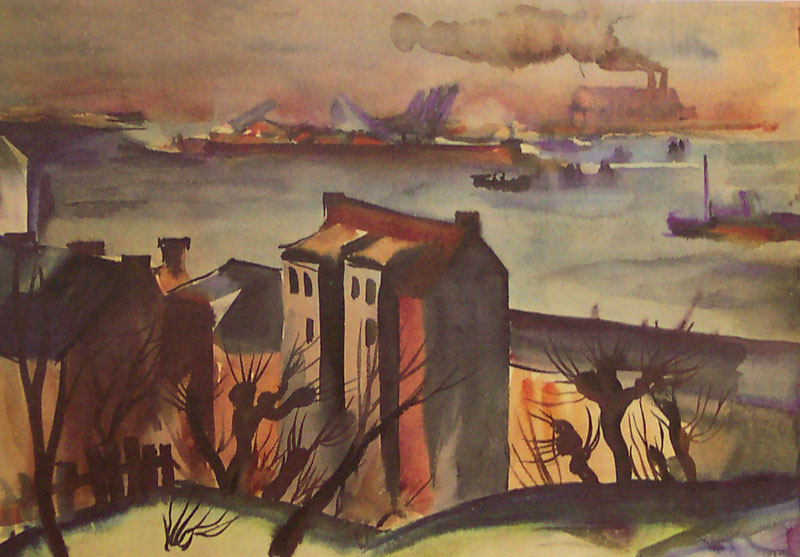
Elfriede Lohse-Wächtler
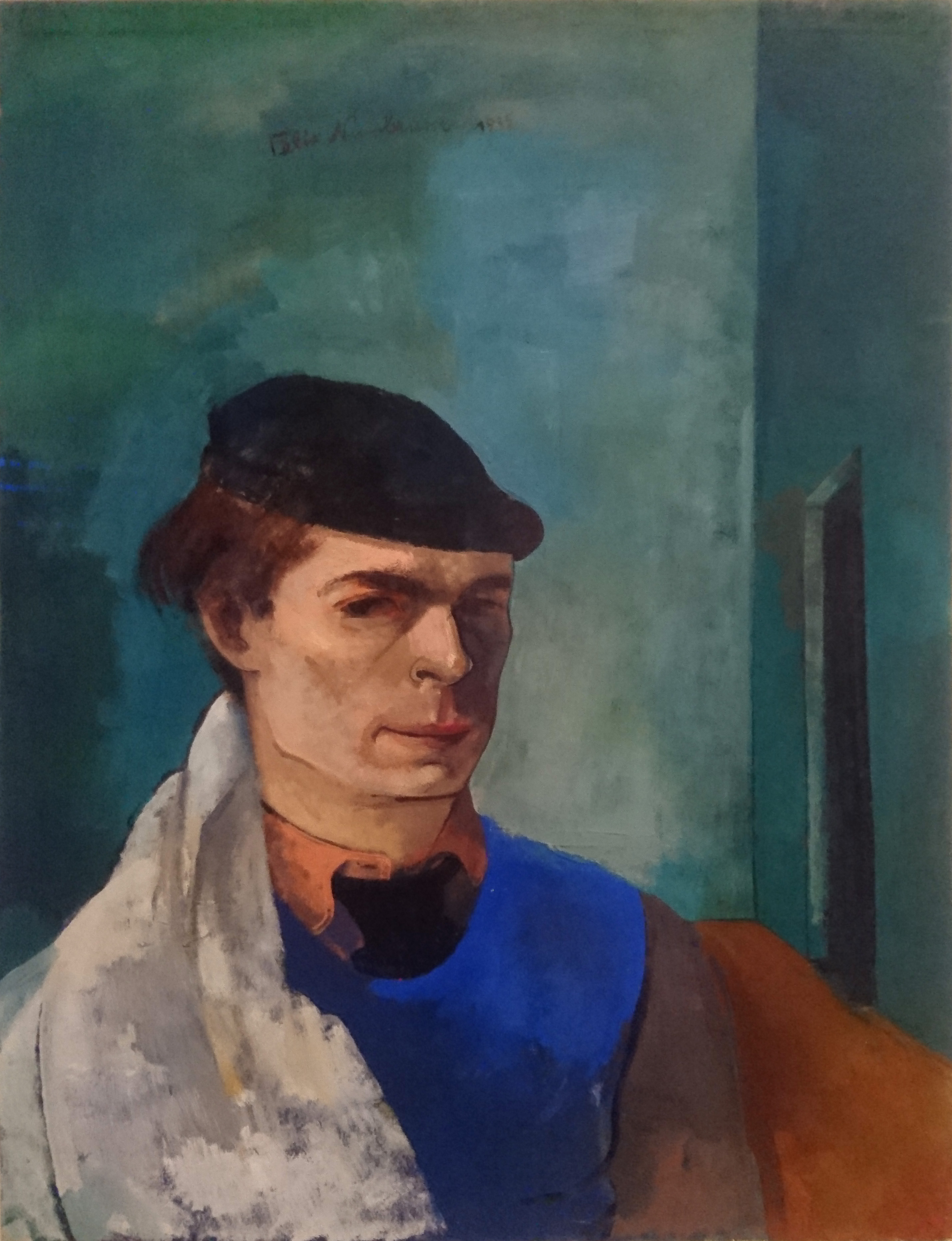
Felix Nussbaum
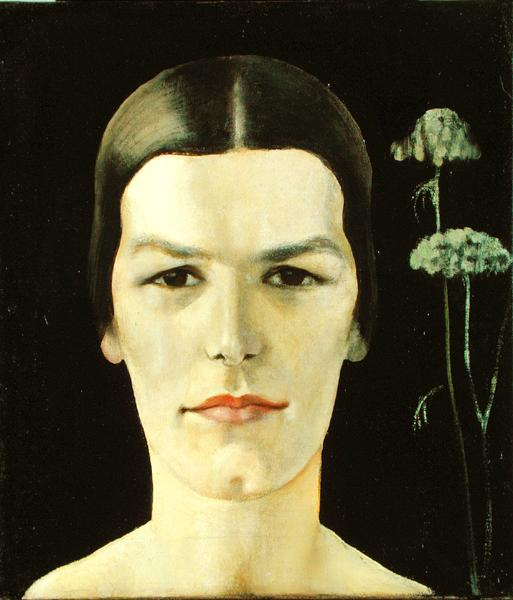
Anita Rée
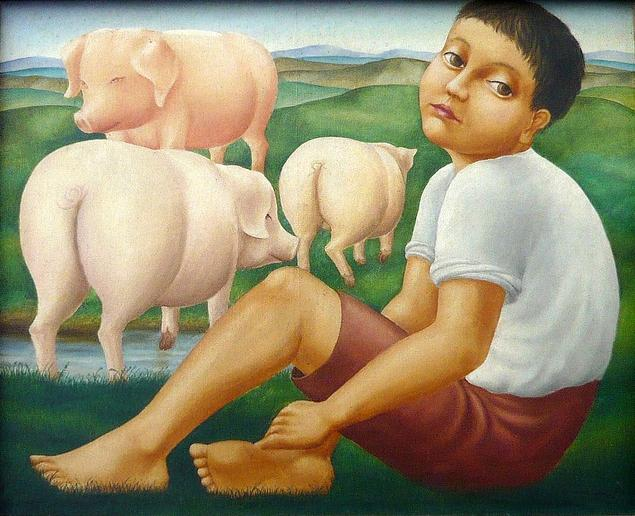
Georg Schrimpf
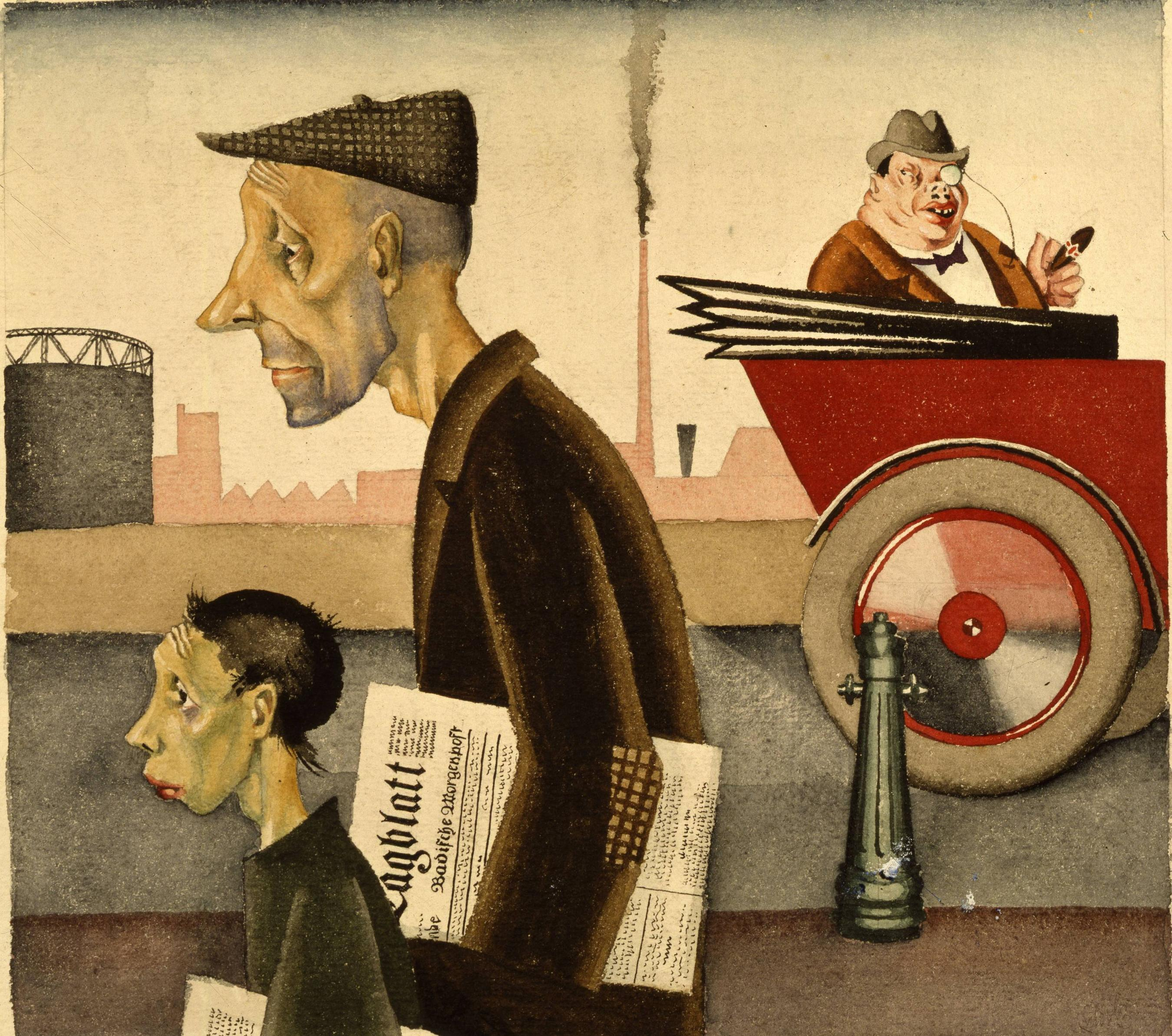
Georg Scholz
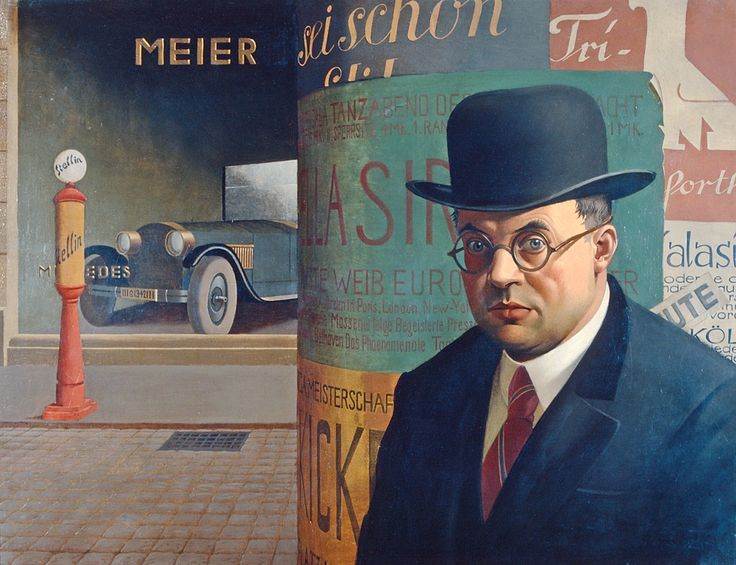
Georg Scholz
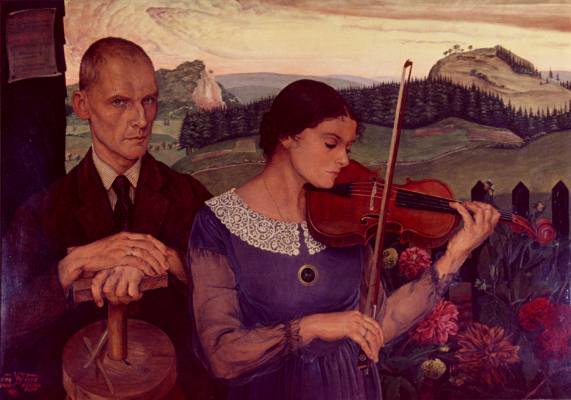
Werner Schramm
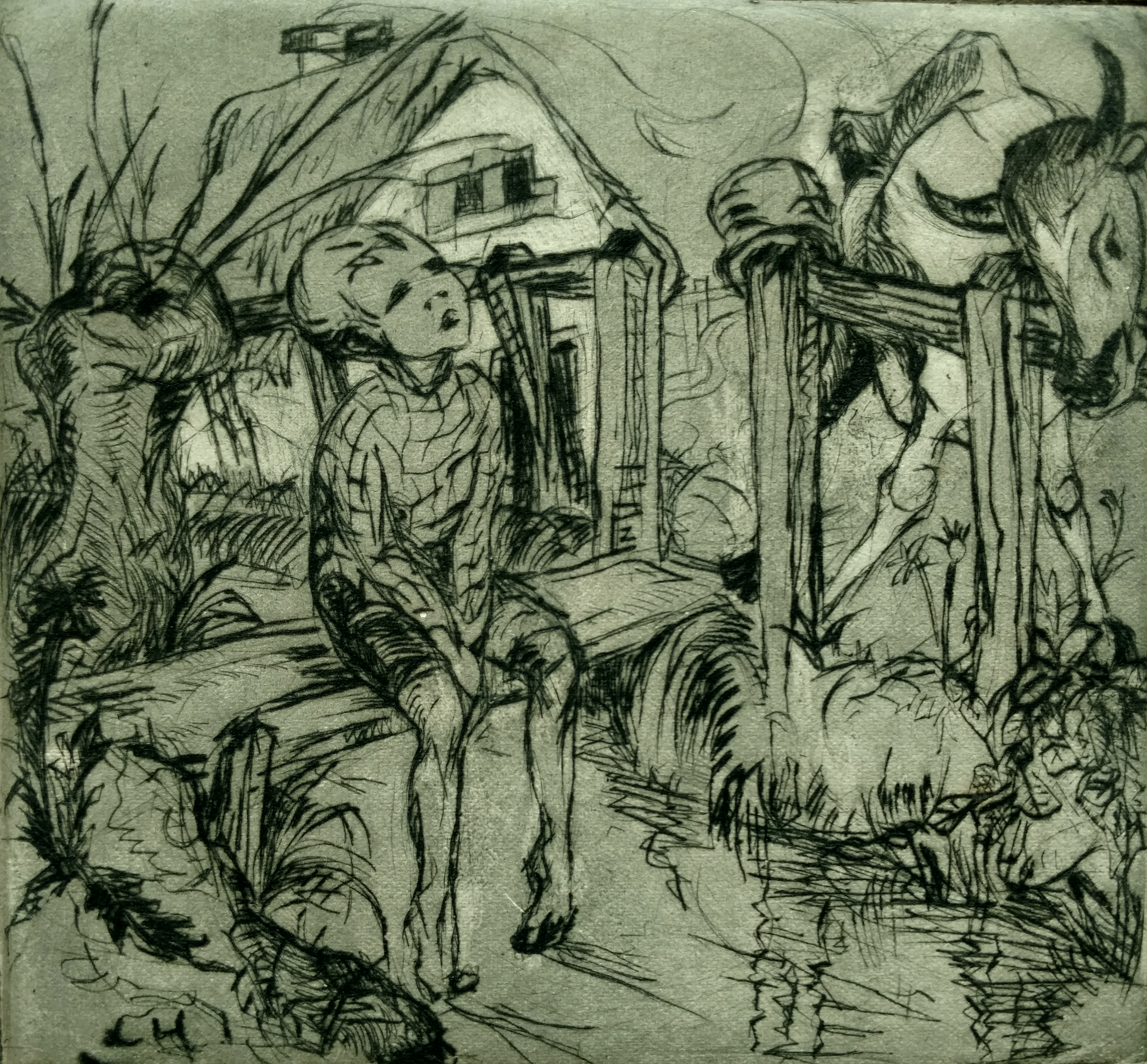
Liselotte Schramm-Heckmann

### Filmographie
- Otto Dix: The Painter Is the Eyes of the World, film documentaire allemand réalisé par Reiner Moritz et sorti en 1989.